# Roxana (Vorname)
Roxana bzw. Roxane ist ein weiblicher Vorname.

## Herkunft und Bedeutung des Namens
Roxana stammt von altpersisch Rauḫšna (Aussprache etwa: Ara-uchschna), neupersisch روشنک, DMG Raušanak, und bedeutet „Morgenröte“ oder „die Strahlende“.

## Varianten
- Rosana  (spanisch)
- Roschanak (persisch)
- Rossana (italienisch)
- Roxane [ʁɔksan] (englisch, französisch)
- Roxani (griechisch)
- Roxanna (rumänisch)
- Roxanne (englisch, französisch)
- Roxy (englisch)
- Ruxandra (rumänisch)

## Bekannte Namensträgerinnen

### Roxana
- Roxana Anghel (* 1998), rumänische Ruderin
- Roxana Briban (1971–2010), rumänische Sopranistin
- Roxana Cogianu (* 1986), rumänische Ruderin
- Roxana Díaz (* 1981), kubanische Sprinterin
- Roxana Fontán (* 1965), argentinische Tangosängerin
- Roxana Gómez (* 1999), kubanische Sprinterin (400-Meter-Distanz)
- Roxana Mărăcineanu (* 1975), französische Schwimmerin und Politikerin rumänischer Herkunft
- Roxana Morán (* 1965), argentinische Tangosängerin
- Roxana Nubert (* 1953), rumänische Germanistin und Romanistin
- Roxana Rotaru (* 1988), rumänische Leichtathletin
- Roxana Saberi (* 1977), US-amerikanisch-iranische Journalistin
- Roxana Scarlat (* 1975), rumänische Fechterin
- Roxana Timiș (* 1996), rumänische Fußballschiedsrichterin
- Roxana Vivian (1871–1961), US-amerikanische Mathematikerin
- Roxana Zal (* 1969), US-amerikanische Schauspielerin

Zweitname
- Reneé Roxana Darín (1931–2018),  argentinische Filmschauspielerin und Drehbuchautorin
- Ana Roxana Lehaci (* 1990), österreichische Kanutin im Kanurennsport

### Roxane
Antike
- Roxane (Kambyses II.) (≈540–523 v. Chr.), Frau des Achämeniden Kambyses II.
- Roxane (Alexander der Große) (≈345–310 v. Chr.), baktrische Fürstentochter, erste Frau Alexanders des Großen

Neuzeit
- Roxane Duran (* 1993), österreichisch-französische Schauspielerin
- Roxane Fournier (* 1991), französische Radsportlerin
- Roxane Gay (* 1974), US-amerikanische Autorin, Herausgeberin und Englischprofessorin haitianischer Abstammung
- Roxane Hayward (* 1991), südafrikanisches Model und Schauspielerin
- Roxane van Iperen (* 1976), niederländische Juristin und Autorin
- Roxane Knetemann (* 1987), niederländische Radrennfahrerin
- Roxane Mesquida (* 1981), französische Filmschauspielerin
- Roxane Noat-Notari (1913–2004), monegassische Politikerin

### Roxann
- Roxann Dawson (* 1958), US-amerikanische Schauspielerin und Regisseurin

### Roxanna
- Roxanna M. Brown (1946–2008), US-amerikanische und thailändische Kunsthistorikerin und Journalistin
- Roxanna Panufnik (* 1968), englische Komponistin polnischer Herkunft

### Roxanne
- Roxanne Atkins (1912–2002), kanadische Hürdenläuferin
- Roxanne Kimberly Barker (* 1991), südafrikanische Fußballspielerin
- Roxanne Borski (* 1992), deutsche Schauspielerin
- Roxanne Dufter (* 1992), deutsche Eisschnellläuferin
- Roxanne Hall (* 1976), britische Pornodarstellerin und Schauspielerin
- Roxanne Hart (* 1952), US-amerikanische Schauspielerin
- Roxanne Kernohan (1960–1993), kanadische Filmschauspielerin
- Roxanne McKee (* 1980), britische Schauspielerin und Model
- Roxanne Pallett (* 1982), britische Filmschauspielerin
- Roxanne Seeman (* 1954), US-amerikanische Liedermacherin, Lyrikerin, und Musikproduzentin
- Roxanne Shanté (* 1969), US-amerikanische Rapperin und Psychologin

### Ruxandra
- Ruxandra Donose (* 1964), rumänische Opernsängerin (Mezzosopran)
- Ruxandra Dragomir Ilie (* 1972), rumänische Tennisspielerin
- Ruxandra Sireteanu-Constantinescu (1945–2008), rumänisch-deutsche Biophysikerin und Neurowissenschaftlerin